# Aire urbaine de Thionville
L'aire urbaine de Thionville est une aire urbaine française centrée sur l'unité urbaine de Thionville. Composée de quinze communes, elle comptait 135 627 habitants en 2012. En déclin, elle a perdu 22 entre les délimitations de 1999 et 2010 [pas clair].

## Caractéristiques en 1999
D'après la définition qu'en donne l'INSEE, l'aire urbaine de Thionville est composée de 37 communes, situées dans la Moselle. Ses 179 796 habitants font d'elle la 50e aire urbaine de France.
15 communes de l'aire urbaine sont des pôles urbains.
Le tableau suivant détaille la répartition de l'aire urbaine sur le département (les pourcentages s'entendent en proportion du département) :
| Département | Communes | Communes (%) | Superficie (km²) | Superficie (%) | Population (2012) | Population (%) |
| ----------- | -------- | ------------ | ---------------- | -------------- | ----------------- | -------------- |
| Moselle     | 37       | 4,2          | 373,34           | 5,4            | 179 796           | 16,1           |

L'aire urbaine de Thionville est rattachée à l'espace urbain Est.